# Zahumsko
Zahumsko (cyr. Захумско) – wieś w Serbii, w okręgu zlatiborskim, w gminie Sjenica. W 2011 roku liczyła 135 mieszkańców.